# Orde van de Kroon van Kedah
De Verheven Orde van de Kroon van Kedah, Maleis "Darjah Kebesaran Mahkota Kedah Yang Amat DiHormati" of "The Most Esteemed Order of the Crown of Kedah", is een orde van verdienste van het gelijknamige Maleisische sultanaat. De op 29 februari 1964 door Sultan 'Abdu'l Halim Mu'azzam Shah ingestelde ridderorde kent vier graden waarvan de twee hoogste adeldom met zich meebrengen. 
De graad van "Darjah Kebesaran Gemilang Seri Mahkota Kedal Yang Amat DiHormati" In het Engels de "Most Esteemed Exalted Order of the Crown of Kedah" of Ridder Grootcommandeur in de Meest Geachte Verheven Orde van de Kroon van Kedah genoemd, de dragers voeren de letters "DGMK" achter hun naam is enerzijds de hoogste graad van deze orde maar anderzijds een orde met een ander uiterlijk en andere naam. Deze regeling is in Maleisië gebruikelijk.
- Ridder-Grootcommandeur of "Darjah Seri Paduka Mahkota Kedah". In het Engels "Knight Grand Commander in the Most Honourable Order of the Crown of Kedah" geheten. De dragers mogen de letters SPMK achter hun naam voeren.

- Ridder-Commandeur of "Dato' Paduka Mahkota Kedah Yang Amat Mulia". In het Engels "Knight Commander in the Most Honourable Order of the Crown of Kedah" geheten. De dragers mogen de letters DPMK achter hun naam voeren. Het lint dat de Ridders-Commandeur over hun rechterschouder naar de linkerheup dragen heeft een afwijkende kleur om verwisseling met de Grootcommandeurs uit te sluiten.
- Companion of "Setia Mahkota Kedah", in het Engels "Companion in the Order of the Crown of Kedah" geheten. De dragers mogen de letters SMK achter hun naam voeren.
- Lid of "Ahli Mahkota Kedah", in het Engels "Member in the Order of the Crown of Kedah" geheten. De dragers mogen de letters AMK achter hun naam voeren.

## De versierselen
De ster ("bintang") is van goud en heeft negen punten met in het centrale rode medaillon het wapen van Kedah binnen een blauwe ring.